# Bastian Doreth
Bastian Doreth, né le 8 juin 1989 à Nuremberg, en Allemagne, est un joueur allemand de basket-ball, évoluant au poste de meneur.